# Алжиро-марокканские отношения
Алжиро-марокканские отношения — двусторонние дипломатические отношения между Алжиром и Марокко. Протяжённость государственной границы между странами составляет 1900 км.

## История
Отношения между Алжиром и Марокко серьёзно осложняет вопрос о самоопределении народов Западной Сахары. Политическое будущее этой бывшей испанской колониальной территории вызвала глубокий антагонизм в алжиро-марокканских отношениях. 6 ноября 1975 года Марокко организовало так называемый Зелёный марш, массовую демонстрацию 350 тысяч безоружных людей из всех районов Марокко, вошедших в Западную Сахару. 18 ноября Испания вывела свою администрацию и подписала Мадридские соглашения, после чего Марокко и Мавритания поделили территорию между собой. Мавритания позже вывела свои войска из Западной Сахары и отказалась от территориальных притязаний на неё. 27 февраля 1976 года Фронт Полисарио, ведущий партизанскую войну против марокканских войск при поддержке Алжира, провозгласил Западную Сахару независимым государством под названием Сахарская Арабская Демократическая Республика (САДР). Тем самым, с 1975 года между Алжиром и Марокко началась вражда, которая временами принимает разные формы, однако до прямого военного конфликта так и не дошло. 
В 1994 году Алжир закрыл сухопутную границу с Марокко из-за того, что Рабат ввёл визовый режим для граждан Алжира после террористического нападения на отель в Марракеше. По состоянию на 2016 год алжиро-марокканская граница является одной из самых протяжённых закрытых границ в мире.
В 2017 году, согласно интервью министра иностранных дел Марокко Н. Бурита, отношения с Алжиром находятся в замороженном состоянии, а в течение последних семи лет не состоялось ни одной двухсторонней встречи.
24 августа 2021 года министр иностранных дел Алжира Рамтан Ламамра в ходе пресс-конференции объявил о том, что его страна приняла решение разорвать дипломатические отношения с Марокко.